# Айдарбацький кар'єр
Айдарбацький кар'єр – колишнє гірничодобувне підприємство у Оренбурзькій області Росії.
Айдарбацське нікелеве родовище почали розробляти в межах проекту Південно-Уральського нікелевого комбінату, що здійснив першу плавку в 1938 році. При цьому спершу віддавали перевагу більш багатій руді Аккерманівського рудника, проте в 1943-му на тлі її нестачі активізували використання продукції Айдарбацького родовища.
Видобуток припинили в 1976-му.
Стінки кар’єру мають висоту до 25 метрів.